# Birambo (Busengo)
Birambo ist eine von sieben Zellen (Verwaltungseinheiten 4. Ebene) im Sektor Busengo des Distrikts Gakenke in der Nordprovinz von Ruanda. Sie liegt auf einer Höhe von etwa 1780 m. Nachbarzellen sind im Norden Mutanda, im Nordosten Rukore, im Osten Mwumba, im Südosten Byibuhiro, im Süden Gakindo, im Südwesten Kamonyi und im Nordwesten Rurembo.
Am 8. August 2024 kam es zu einem Gasleck in einem Bergwerk im Dorf Gitwa bei dem zwei Menschen ums Leben kamen.